# Найвашское соглашение

Регионы и спорные территории Судана:
Дарфур
Восточный фронт, район операций июль 2006 г.
Северный Судан
Южный Кордофан и Голубой Нил.
Южный Судан.
Район Абьей.

Найвашское соглашение (англ. Naivasha agreement) — было подписано между Народной армией освобождения Судана и Суданом в январе 2005 года. Соглашение положило конец второй гражданской войне в Судане. Кроме того, согласно Найвашскому соглашению, была установлена дата проведения референдума о независимости Южного Судана.

## Компоненты соглашения

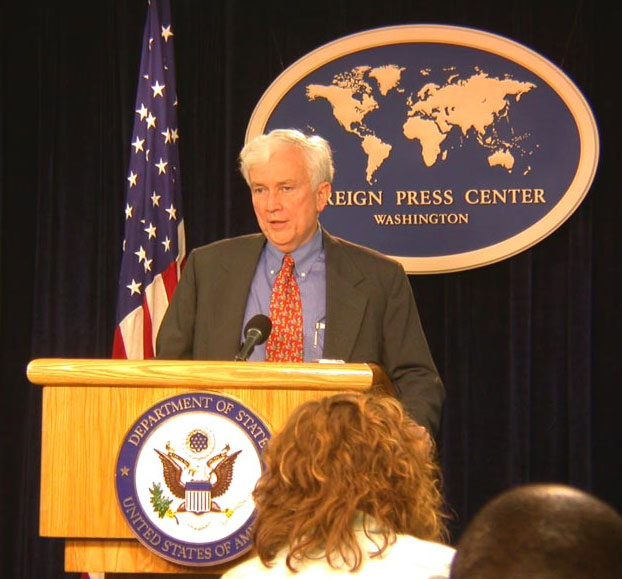
Старший представитель США в Судане Чарльз Снайдер дает интервью о подписании соглашения, Вашингтон, 12 января.

Между сторонами конфликта были подписаны следующие соглашения (также известные как протоколы):
- Мачакоский протокол (Глава I), подписан в Мачакосе, Кения, 20 июля 2002 года. Соглашение о разделе государственного управления между сторонами.
- Протокол о разделе власти (Глава II), подписан в Найваше, Кения, 26 мая 2004 года.
- Соглашение о разделе природных ресурсов (Глава III), подписано в Найваше 7 января 2004 года.
- Протокол по урегулированию конфликта в районе Абьей (Глава IV), подписан в Найваше 26 мая 2004 года.
- Протокол по урегулированию конфликта в Южном Кордофане и Голубом Ниле (Глава V), подписан в Найваше 26 мая 2004 года.
- Соглашение о мероприятиях по обеспечению безопасности (Глава VI), подписано в Найваше 25 сентября 2003 года.
- Соглашение о прекращении огня и мероприятиях по обеспечению безопасности в регионе (Приложение I), подписано в Найваше 30 октября 2004 года.
- Выполнение условий соглашения (Приложение II), подписано в Найваше 31 декабря 2004 года.

9 января 2005 года Найвашкое соглашение было подписано.

## Процесс размежевания сторон

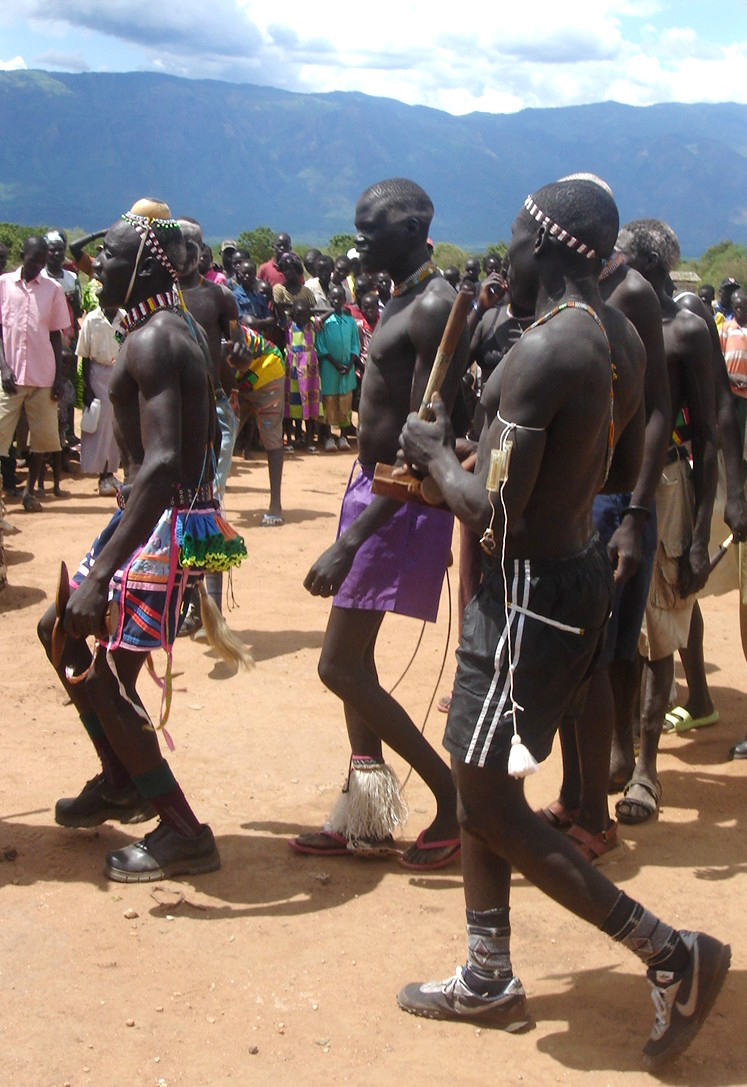
Танцоры в Капоэте отмечают подписание Найвашского соглашения

### Выход юга
11 октября 2007 года, НАОС вышла из состава суданского правительства, обвинив Хартум в нарушении условий мирного соглашения. В частности, представители НАОС утверждали, что в правительстве доминирует Национальный конгресс и более 15.000 солдат так и не покинули территорию Южного Судана. Однако, НАОС также заявила, что не намерена возвращаться к войне, однако многие аналитики отметили, что конфликт может вновь начаться, в частности, из-за того, что международное сообщество сосредоточило внимание на конфликте в соседнем Дарфуре.
13 декабря 2007 года НАОС вновь вошла в состав суданского правительства. В подписанном соглашении говорилось, что места в правительства будут распределяться на основе ротации между Джубой и Хартумом каждые три месяца. Также была достигнута договорённость о финансировании переписи населения и графика вывода войск через границу.
8 января 2008 года войска Северного Судана окончательно покинули Южный Судан.

### Независимость Южного Судана
с 9 по 15 января 2011 года был проведен референдум, который должен был определить, должен ли Южный Судан объявить свою независимость от Судана, 98,83% населения проголосовали за независимость. 9 июля 2011 года была провозглашена независимость Республики Южный Судан.
Реализация
2007 Южный уход
11 октября 2007 года НОДС вышло из состава правительства национального единства (ПНЕ), обвинив центральное правительство в нарушении условий ВМС. В частности, НОДС заявляет, что находящееся в Хартуме правительство, в котором доминирует Партия Национального конгресса, не смогло вывести более 15 000 военнослужащих с южных нефтяных месторождений и не выполнило Протокол по Абьею. НОДС заявило, что не вернется к войне, в то время как аналитики отметили, что соглашение распадается в течение некоторого времени, в частности, из-за того, что международное сообщество сосредоточило внимание на конфликте в соседнем Дарфуре [3].
НОДС объявило, что оно возвращается в правительство 13 декабря 2007 года после соглашения. В соглашении говорится, что резиденция правительства будет меняться между Джубой и Хартумом каждые три месяца, хотя, похоже, это будет в значительной степени символическим, а также финансирование переписи населения (жизненно важное для референдума) и график вывода войск через граница. [4]
Войска Северного Судана окончательно покинули Южный Судан 8 января 2008 г. [5]
Независимость Южного Судана
Основная статья: 2011 референдум о независимости Южного Судана
Референдум проводился с 9 по 15 января 2011 года, чтобы определить, должен ли Южный Судан объявить свою независимость от Судана, при этом 98,83% населения проголосовали за независимость. Он стал независимым как Республика Южный Судан 9 июля 2011 года.